# Torneo Clausura 2014 (México)
El Torneo Clausura 2014 fue la edición XCI del campeonato de liga de la Primera División del fútbol mexicano; se trató del 36º torneo corto, luego del cambio en el formato de competencia, con el que se cerró la temporada 2013-14. El Club León se consagró bicampeón por segunda vez en su historia (lo hizo en 1947-49), al derrotar 0-2 al Pachuca.

## Sistema de competición
El torneo de la Liga Bancomer MX, está conformado en dos partes:
- Fase de calificación: Se integra por las 17 jornadas del torneo.
- Fase final: Se integra por los partidos de cuartos de final, semifinal y final.

### Fase de calificación
En la fase de calificación se observará el sistema de puntos. La ubicación en la tabla general está sujeta a lo siguiente:
- Por juego ganado se obtendrán tres puntos.
- Por juego empatado se obtendrá un punto.
- Por juego perdido no se otorgan puntos.

En esta fase participan los 18 clubes de la Liga Bancomer MX jugando en cada torneo todos contra todos durante las 17 jornadas respectivas, a un solo partido.
El orden de los clubes al final de la Fase de Calificación del Torneo corresponderá a la suma de los puntos obtenidos por cada uno de ellos y se presentará en forma descendente. Si al finalizar las 17 jornadas del Torneo, dos o más clubes estuviesen empatados en puntos, su posición en la Tabla general será determinada atendiendo a los siguientes criterios de desempate:
1. Mejor diferencia entre los goles anotados y recibidos.
2. Mayor número de goles anotados.
3. Marcadores particulares entre los Clubes empatados.
4. Mayor número de goles anotados como visitante.
5. Mejor ubicado en la Tabla general de cociente
6. Tabla Fair Play
7. Sorteo.

Para determinar los lugares que ocuparán los clubes que participen en la fase final del torneo se tomará como base la Tabla general de clasificación.
Participan automáticamente por el título de Campeón de la Liga Bancomer MX los 8 primeros clubes de la Tabla general de clasificación al término de las 17 jornadas.

### Fase final
Los ocho clubes calificados para esta fase del torneo serán reubicados de acuerdo con el lugar que ocupen en la Tabla general al término de la jornada 17, con el puesto del número uno al club mejor clasificado, y así hasta el #8. Los partidos a esta fase se desarrollarán a visita, en las siguientes etapas:
- Cuartos de final
- Semifinales
- Final

Los clubes vencedores en los partidos de cuartos de final y semifinal serán aquellos que en los dos juegos anoten el mayor número de goles. De existir empate en el número de goles anotados, la posición se definirá a favor del club con mayor cantidad de goles a favor cuando actúe como visitante.
Si una vez aplicado el criterio anterior los clubes siguieran empatados, se observará la posición de los clubes en la tabla general de clasificación.
Los partidos correspondientes a la fase final se jugarán obligatoriamente los días miércoles y sábado, y jueves y domingo eligiendo, en su caso, exclusivamente en forma descendente, los cuatro Clubes mejor clasificados en la Tabla general al término de la jornada 17, el día y horario de su partido como local. Los siguientes cuatro Clubes podrán elegir únicamente el horario.
El Club vencedor de la Final y por lo tanto Campeón, será aquel que en los dos partidos anote el mayor número de goles. Si al término del tiempo reglamentario el partido está empatado, se agregarán dos tiempos extras de 15 minutos cada uno. De persistir el empate en estos periodos, se procederá a lanzar tiros penales hasta que resulte un vencedor.
Los partidos de Cuartos de final se jugarán de la siguiente manera:
1.º vs 8.º

2.º vs 7.º

3.º vs 6.º

4.º vs 5.º
En las semifinales participarán los cuatro clubes vencedores de cuartos de final, reubicándolos del uno al cuatro, de acuerdo a su mejor posición en la Tabla general de clasificación al término de la jornada 17 del torneo correspondiente, enfrentándose:
1.º vs 4.º

2.º vs 3.º
Disputarán el título de Campeón del Clausura 2014 los clubes vencedores de la fase semifinal, reubicándolos del uno al dos, de acuerdo a su mejor posición en la Tabla general de clasificación al término de la jornada 17 de cada torneo.

## Equipos por Entidad Federativa
Para esta temporada 2013-14, la entidad federativa de la República Mexicana con más equipos profesionales en la Primera División es el Distrito Federal con tres equipos.
| Santos Pachuca Monterrey Tigres Morelia Atlas Guadalajara Chiapas Tijuana Puebla Toluca América Cruz Azul UNAM Atlante León Veracruz Querétaro |

| Entidad Federativa | N.º | Equipos                   |
| ------------------ | --- | ------------------------- |
| Distrito Federal   | 3   | América, Cruz Azul y UNAM |
| Jalisco            | 2   | Atlas y Guadalajara       |
| Nuevo León         | 2   | Monterrey y Tigres        |
| Baja California    | 1   | Tijuana                   |
| Chiapas            | 1   | Chiapas                   |
| Coahuila           | 1   | Santos                    |
| Estado de México   | 1   | Toluca                    |
| Guanajuato         | 1   | León                      |
| Hidalgo            | 1   | Pachuca                   |
| Michoacán          | 1   | Morelia                   |
| Puebla             | 1   | Puebla                    |
| Querétaro          | 1   | Querétaro                 |
| Quintana Roo       | 1   | Atlante                   |
| Veracruz           | 1   | Veracruz                  |

## Información de los equipos
| Equipo      | Entrenador             | Estadio                      | Ciudad                    | Patrocinador       | Kit          |
| ----------- | ---------------------- | ---------------------------- | ------------------------- | ------------------ | ------------ |
| América     | Antonio Mohamed        | Azteca                       | México, D. F.             | Bimbo              | Nike         |
| Atlante     | Pablo Marini           | Olímpico Andrés Quintana Roo | Cancún, Quintana Roo      | Cancún             | Joma         |
| Atlas       | Tomás Boy              | Jalisco                      | Guadalajara, Jalisco      | Casas Javer        | Nike         |
| Chiapas     | Sergio Bueno           | Víctor Manuel Reyna          | Tuxtla Gutiérrez, Chiapas | Chiapas            | Kappa        |
| Cruz Azul   | Luis Fernando Tena     | Azul                         | México, D. F.             | Cemento Cruz Azul  | Umbro        |
| Guadalajara | Ricardo La Volpe       | Omnilife                     | Guadalajara, Jalisco      | Bimbo              | Adidas       |
| León        | Gustavo Matosas        | León                         | León, Guanajuato          | Telcel             | Pirma        |
| Monterrey   | Carlos Barra           | Tecnológico                  | Monterrey, Nuevo León     | Bimbo              | Nike         |
| Morelia     | Ángel David Comizzo    | Morelos                      | Morelia, Michoacán        | Bridgestone        | Joma         |
| Pachuca     | Enrique Meza           | Hidalgo                      | Pachuca, Hidalgo          | Cementos Fortaleza | Nike         |
| Puebla      | Rubén Omar Romano      | Cuauhtémoc                   | Puebla, Puebla            | Puebla             | Kappa        |
| Querétaro   | Ignacio Ambriz         | Corregidora                  | Querétaro, Querétaro      | Libertad           | Pirma        |
| Santos      | Pedro Caixinha         | Corona                       | Torreón, Coahuila         | Soriana            | Puma         |
| Tigres      | Ricardo Ferretti       | Universitario                | Monterrey, Nuevo León     | Cemex              | Adidas       |
| Tijuana     | César Farías           | Caliente                     | Tijuana, Baja California  | Caliente           | Nike         |
| Toluca      | José Saturnino Cardozo | Nemesio Díez                 | Toluca, México            | Banamex            | Under Armour |
| UNAM        | José Luis Trejo        | Olímpico Universitario       | México, D. F.             | Banamex            | Puma         |
| Veracruz    | José Luis Sánchez Solá | Luis "Pirata" Fuente         | Veracruz, Veracruz        | Winpot Casino      | Kappa        |

### Cambios de entrenadores
| Equipo      | Entrenador (jornadas)                                                                                            |
| ----------- | --- |
| Atlante     | Rubén Israel (1-2) Pablo Marini (3-17)                                                                           |
| Monarcas    | Carlos Bustos (1-4) Eduardo de la Torre Menchaca (5-9) Roberto Hernández Ayala1 (10) Ángel David Comizzo (11-17) |
| Veracruz    | Juan Antonio Luna (1-6) José Luis Sánchez Solá (7-17)                                                            |
| Monterrey   | José Guadalupe Cruz (1-7) Carlos Barra1 (8-17)                                                                   |
| Guadalajara | José Luis Real (1-13) Ricardo La Volpe (14-17)                                                                   |

## Estadios
|                                                                          |                                                                            |                                                                                       |  |
|                                                                          |                                                                            |                                                                                       |  |
| Estadio Azteca Ciudad: México Capacidad: 103 000 Club: América           | Estadio Olímpico Universitario Ciudad: México Capacidad: 63.186 Club: UNAM | Estadio Jalisco Ciudad: Guadalajara Capacidad: 56.713 Club: Atlas                     |  |
|                                                                          |                                                                            |                                                                                       |  |
| Estadio Omnilife Ciudad: Guadalajara Capacidad: 49,850 Club: Guadalajara | Estadio Cuauhtémoc Ciudad: Puebla Capacidad: 42.648 Club: Puebla           | Estadio Universitario Ciudad: Monterrey Capacidad: 42.000 Club: Tigres                |  |
|                                                                          |                                                                            |                                                                                       |  |
| Estadio Morelos Ciudad: Morelia Capacidad: 41.056 Club: Monarcas Morelia | Estadio Corregidora Ciudad: Querétaro Capacidad: 38.575 Club: Querétaro    | Estadio Tecnológico Ciudad: Monterrey Capacidad: 36.485 Club: Monterrey               |  |
|                                                                          |                                                                            |                                                                                       |  |
| Estadio Azul Ciudad: Ciudad de México Capacidad: 35.161 Club: Cruz Azul  | Estadio León Ciudad: León Capacidad: 33.943 Club: León                     | Estadio Víctor Manuel Reyna Ciudad: Tuxtla Gutiérrez Capacidad: 30.222 Club: Jaguares |  |
|                                                                          |                                                                            |                                                                                       |  |
| Estadio Hidalgo Ciudad: Pachuca Capacidad: 30,024 Club: Pachuca          | Estadio TSM Corona Ciudad: Torreón Capacidad: 30.000 Club: Santos          | Estadio Luis "Pirata" Fuente Ciudad:Veracruz Capacidad:30.000 Club: Veracruz          |  |
|                                                                          |                                                                            |                                                                                       |  |
| Estadio Nemesio Díez Ciudad: Toluca Capacidad: 27,000 Club: Toluca       | Estadio Caliente Ciudad: Tijuana Capacidad: 25,000 Club: Tijuana           | Estadio Olímpico Andrés Quintana Roo Ciudad: Cancún Capacidad: 20,000 Club: Atlante   |  |

## Torneo Regular
- Los horarios son correspondientes al Tiempo del Centro de México (UTC-6 y UTC-5 en horario de verano).[2]

| Morelia   | 0 - 1 | Querétaro   | Morelos                      | 3 de enero | 19:30 | Azteca 7               |
| Santos    | 1 - 1 | Guadalajara | Corona                       | 3 de enero | 21:30 | Azteca 7               |
| América   | 3 - 0 | Tigres      | Azteca                       | 4 de enero | 17:00 | Canal de las Estrellas |
| Pachuca   | 0 - 1 | Toluca      | Hidalgo                      | 4 de enero | 19:00 | Azteca 13              |
| Monterrey | 0 - 0 | Cruz Azul   | Tecnológico                  | 4 de enero | 19:00 | Gala TV                |
| Atlas     | 0 - 0 | Tijuana     | Jalisco                      | 4 de enero | 21:00 | Gala TV                |
| Chiapas   | 1 - 1 | Veracruz    | Víctor Manuel Reyna          | 4 de enero | 21:00 |                        |
| UNAM      | 2 - 2 | Puebla      | Olímpico Universitario       | 5 de enero | 12:00 | Canal de las Estrellas |
| Atlante   | 1 - 1 | León        | Olímpico Andrés Quintana Roo | 5 de enero | 17:00 |                        |

| 'Querétaro' | 1 - 0 | UNAM      | Corregidora          | 10 de enero | 19:30 | Azteca 7          |
| 'Tijuana'   | 1 - 0 | América   | Caliente             | 10 de enero | 21:30 | Azteca 7          |
| 'Veracruz'  | 2 - 1 | Atlante   | Luis "Pirata" Fuente | 11 de enero | 17:00 | Foro TV           |
| Cruz Azul   | 2 - 1 | Santos    | Azul                 | 11 de enero | 17:00 | Azteca 13         |
| Tigres      | 0 - 0 | Pachuca   | Universitario        | 11 de enero | 19:00 |                   |
| 'León'      | 3 - 1 | Atlas     | León                 | 11 de enero | 20:06 | Fox Sports        |
| Puebla      | 1 - 1 | Monterrey | Cuauhtémoc           | 12 de enero | 12:00 |                   |
| Toluca      | 2 - 2 | Morelia   | Nemesio Díez         | 12 de enero | 12:00 | Canal 2 Estrellas |
| Guadalajara | 1 - 0 | Chiapas   | Omnilife             | 12 de enero | 17:00 | Canal 2 Estrellas |

| 'Morelia'   | 2 - 0 | Tigres      | Morelos                | 17 de enero | 19:30 | TV Azteca              |
| Santos      | 0 - 0 | Puebla      | Corona                 | 17 de enero | 21:30 | TV Azteca              |
| Veracruz    | 1 - 1 | Guadalajara | Luis "Pirata" Fuente   | 18 de enero | 17:00 | TDN                    |
| 'América'   | 1 - 0 | León        | Azteca                 | 18 de enero | 17:00 | Canal de las Estrellas |
| 'Monterrey' | 3 - 1 | Querétaro   | Tecnológico            | 18 de enero | 19:00 | Gala TV                |
| 'Pachuca'   | 2 - 1 | Tijuana     | Hidalgo                | 18 de enero | 19:00 | Azteca 13              |
| Chiapas     | 0 - 1 | Cruz Azul   | Víctor Manuel Reyna    | 18 de enero | 21:00 | Gala TV                |
| Atlas       | 0 - 1 | 'Atlante'   | Jalisco                | 18 de enero | 21:00 | TDN                    |
| UNAM        | 0 - 2 | 'Toluca'    | Olímpico Universitario | 19 de enero | 12:00 | Canal de las Estrellas |

| Querétaro | 0 - 0                                                                                                   | Santos      | Corregidora                  | 24 de enero | 19:30 | Azteca 7               |
| Tijuana   | 1 - 0                                                                                                   | Morelia     | Caliente                     | 24 de enero | 21:30 | Azteca 7               |
| Cruz Azul | 4 - 0                                                                                                   | Veracruz    | Azul                         | 25 de enero | 17:00 | Azteca 13              |
| Tigres    | 1 - 2                                                                                                   | UNAM        | Universitario                | 25 de enero | 19:00 | Gala TV                |
| León      | 1 - 3                                                                                                   | Pachuca     | León                         | 25 de enero | 20:06 | Fox Sports             |
| Atlas     | 1 - 2                                                                                                   | América     | Jalisco                      | 25 de enero | 21:00 | Gala TV                |
| Toluca    | 2 - 0 (enlace roto disponible en Internet Archive; véase el historial, la primera versión y la última). | Monterrey   | Nemesio Díez                 | 26 de enero | 12:00 | Canal de las Estrellas |
| Puebla    | 2 - 3 (enlace roto disponible en Internet Archive; véase el historial, la primera versión y la última). | Chiapas     | Cuauhtémoc                   | 26 de enero | 12:00 |                        |
| Atlante   | 1 - 1 (enlace roto disponible en Internet Archive; véase el historial, la primera versión y la última). | Guadalajara | Olímpico Andrés Quintana Roo | 26 de enero | 17:00 |                        |

| Morelia     | 0 - 0 | León      | Morelos                | 31 de enero  | 21:30 | Azteca 7  |
| Santos      | 2 - 0 | Toluca    | Corona                 | 1 de febrero | 17:00 | TV Azteca |
| Veracruz    | 0 - 1 | Puebla    | Luis "Pirata" Fuente   | 1 de febrero | 17:00 | Televisa  |
| América     | 1 - 0 | Atlante   | Azteca                 | 1 de febrero | 17:00 | Televisa  |
| Pachuca     | 0 - 1 | Atlas     | Hidalgo                | 1 de febrero | 19:00 | TV Azteca |
| Monterrey   | 0 - 0 | Tigres    | Tecnológico            | 1 de febrero | 19:00 | Televisa  |
| Guadalajara | 0 - 2 | Cruz Azul | Omnilife               | 1 de febrero | 19:00 | Televisa  |
| Chiapas     | 1 - 0 | Querétaro | Víctor Manuel Reyna    | 1 de febrero | 21:00 | Televisa  |
| UNAM        | 3 - 0 | Tijuana   | Olímpico Universitario | 2 de febrero | 12:00 | Televisa  |

| Tijuana   | 2 - 1 | Monterrey   | Caliente                     | 7 de febrero | 21:30 |                        |
| América   | 0 - 1 | Pachuca     | Azteca                       | 8 de febrero | 17:00 | Canal de las Estrellas |
| Tigres    | 1 - 1 | Santos      | Universitario                | 8 de febrero | 19:00 | Gala TV                |
| León      | 1 - 2 | UNAM        | León                         | 8 de febrero | 20:06 | Fox Sports             |
| Atlas     | 1 - 1 | Morelia     | Jalisco                      | 8 de febrero | 21:00 | Gala TV                |
| Puebla    | 0 - 1 | Guadalajara | Cuauhtémoc                   | 9 de febrero | 12:00 | Azteca 13              |
| Toluca    | 2 - 0 | Chiapas     | Nemesio Díez                 | 9 de febrero | 12:00 | TDN                    |
| Querétaro | 2 - 0 | Veracruz    | Corregidora                  | 9 de febrero | 16:00 |                        |
| Atlante   | 1 - 4 | Cruz Azul   | Olímpico Andrés Quintana Roo | 9 de febrero | 17:00 |                        |

| Morelia     | 1 - 0 | América   | Morelos                | 14 de febrero | 19:30 | TV Azteca |
| Santos      | 3 - 2 | Tijuana   | Corona                 | 14 de febrero | 21:30 | TV Azteca |
| Veracruz    | 0 - 3 | Toluca    | Luis "Pirata" Fuente   | 15 de febrero | 17:00 | Televisa  |
| Cruz Azul   | 1 - 0 | Puebla    | Azul                   | 15 de febrero | 17:00 | TV Azteca |
| Monterrey   | 0 - 2 | León      | Tecnológico            | 15 de febrero | 19:00 | Televisa  |
| Pachuca     | 0 - 1 | Atlante   | Hidalgo                | 15 de febrero | 19:00 | TV Azteca |
| Chiapas     | 0 - 0 | Tigres    | Víctor Manuel Reyna    | 15 de febrero | 21:00 | Televisa  |
| UNAM        | 1 - 1 | Atlas     | Olímpico Universitario | 16 de febrero | 12:00 | Televisa  |
| Guadalajara | 2 - 1 | Querétaro | Omnilife               | 16 de febrero | 17:00 | Televisa  |

| Querétaro | 1 - 3 | Cruz Azul   | Corregidora                  | 21 de febrero | 19:30 | TV Azteca              |
| Tijuana   | 0 - 3 | Chiapas     | Caliente                     | 21 de febrero | 21:30 | TV Azteca              |
| América   | 1 - 3 | UNAM        | Azteca                       | 22 de febrero | 17:00 | Televisa               |
| Pachuca   | 3 - 0 | Morelia     | Hidalgo                      | 22 de febrero | 19:00 | TV Azteca              |
| Tigres    | 1 - 0 | Veracruz    | Universitario                | 22 de febrero | 19:00 | Televisa               |
| León      | 4 - 2 | Santos      | León                         | 22 de febrero | 20:06 | Fox Sports             |
| Atlas     | 0 - 1 | Monterrey   | Jalisco                      | 22 de febrero | 21:00 | Televisa               |
| Toluca    | 1 - 0 | Guadalajara | Nemesio Díez                 | 23 de febrero | 12:00 | Canal de las estrellas |
| Atlante   | 0 - 0 | Puebla      | Olímpico Andrés Quintana Roo | 23 de febrero | 17:00 |                        |

| Morelia     | 1 - 2 | Atlante   | Morelos                | 28 de febrero | 19:30 |                        |
| Santos      | 2 - 3 | Atlas     | Corona                 | 28 de febrero | 21:30 | Azteca 7               |
| Cruz Azul   | 1 - 0 | Toluca    | Azul                   | 1 de marzo    | 17:00 | Azteca 13              |
| Veracruz    | 1 - 1 | Tijuana   | Luis "Pirata" Fuente   | 1 de marzo    | 17:00 | TDN                    |
| Monterrey   | 1 - 2 | América   | Tecnológico            | 1 de marzo    | 19:00 | Gala TV                |
| Chiapas     | 0 - 3 | León      | Víctor Manuel Reyna    | 1 de marzo    | 21:00 | Gala TV                |
| Puebla      | 1 - 0 | Querétaro | Cuauhtémoc             | 2 de marzo    | 12:00 | Azteca 13              |
| UNAM        | 0 - 0 | Pachuca   | Olímpico Universitario | 2 de marzo    | 12:00 | Canal de las Estrellas |
| Guadalajara | 0 - 0 | Tigres    | Omnilife               | 2 de marzo    | 17:00 | Canal de las Estrellas |

| Morelia | 3 - 1 | UNAM        | Morelos                      | 7 de marzo | 19:30 | Azteca 7               |
| León    | 0 - 1 | Veracruz    | León                         | 7 de marzo | 20:06 | Fox Sports             |
| Toluca  | 3 - 0 | Puebla      | Nemesio Díez                 | 7 de marzo | 20:30 | Gala TV                |
| Tijuana | 2 - 0 | Guadalajara | Caliente                     | 7 de marzo | 21:30 | Azteca 7               |
| América | 2 - 4 | Santos      | Azteca                       | 8 de marzo | 17:00 | Canal de las Estrellas |
| Tigres  | 3 - 0 | Cruz Azul   | Universitario                | 8 de marzo | 19:00 | Gala TV                |
| Pachuca | 2 - 0 | Monterrey   | Hidalgo                      | 8 de marzo | 19:00 | Azteca 13              |
| Atlas   | 2 - 2 | Chiapas     | Jalisco                      | 8 de marzo | 21:00 | Gala TV                |
| Atlante | 4 - 2 | Querétaro   | Olímpico Andrés Quintana Roo | 9 de marzo | 17:00 |                        |

| Querétaro   | 0 - 2 | Toluca  | Corregidora            | 14 de marzo | 19:30 | Azteca 7               |
| Cruz Azul   | 2 - 1 | Tijuana | Azul                   | 15 de marzo | 17:00 | Azteca 13              |
| Veracruz    | 0 - 1 | Atlas   | Luis "Pirata" Fuente   | 15 de marzo | 17:00 | Gala TV                |
| Monterrey   | 0 - 1 | Morelia | Tecnológico            | 15 de marzo | 19:00 |                        |
| Santos      | 3 - 1 | Pachuca | Corona                 | 15 de marzo | 19:00 |                        |
| Chiapas     | 2 - 2 | América | Víctor Manuel Reyna    | 15 de marzo | 21:00 | Gala TV                |
| Puebla      | 0 - 1 | Tigres  | Cuauhtémoc             | 16 de marzo | 12:00 |                        |
| UNAM        | 5 - 0 | Atlante | Olímpico Universitario | 16 de marzo | 12:00 | Canal de las Estrellas |
| Guadalajara | 1 - 0 | León    | Omnilife               | 16 de marzo | 17:00 | TDN                    |

| Morelia | 2 - 2 | Santos      | Morelos                      | 21 de marzo | 19:30 | Azteca 7               |
| Tijuana | 3 - 1 | Puebla      | Caliente                     | 21 de marzo | 21:30 |                        |
| América | 0 - 0 | Veracruz    | Azteca                       | 22 de marzo | 17:00 | TDN                    |
| Pachuca | 2 - 0 | Chiapas     | Hidalgo                      | 22 de marzo | 19:00 |                        |
| Tigres  | 0 - 2 | Querétaro   | Universitario                | 22 de marzo | 19:30 |                        |
| León    | 0 - 0 | Cruz Azul   | León                         | 22 de marzo | 20:06 | Fox Sports             |
| Atlas   | 1 - 1 | Guadalajara | Jalisco                      | 22 de marzo | 21:00 | Gala TV                |
| UNAM    | 1 - 2 | Monterrey   | Olímpico Universitario       | 23 de marzo | 12:00 | Canal de las Estrellas |
| Atlante | 2 - 1 | Toluca      | Olímpico Andrés Quintana Roo | 23 de marzo | 17:00 |                        |

| Querétaro   | 2 - 1 | Tijuana | Corregidora          | 28 de marzo | 19:30 | Azteca 7               |
| Santos      | 2 - 1 | UNAM    | Corona               | 28 de marzo | 21:30 | Azteca 7               |
| Cruz Azul   | 1 - 3 | Atlas   | Azul                 | 29 de marzo | 17:00 | Azteca 13              |
| Veracruz    | 3 - 1 | Pachuca | Luis "Pirata" Fuente | 29 de marzo | 17:00 | Gala TV                |
| Monterrey   | 3 - 2 | Atlante | Tecnológico          | 29 de marzo | 19:00 | Gala TV                |
| Chiapas     | 1 - 0 | Morelia | Víctor Manuel Reyna  | 29 de marzo | 21:00 |                        |
| Puebla      | 1 - 1 | León    | Cuauhtémoc           | 30 de marzo | 11:00 | Azteca 13              |
| Toluca      | 2 - 1 | Tigres  | Nemesio Díez         | 30 de marzo | 11:00 | TDN                    |
| Guadalajara | 0 - 4 | América | Omnilife             | 30 de marzo | 16:00 | Canal de las Estrellas |

| Morelia   | 1 - 1 | Veracruz    | Morelos                      | 4 de abril | 18:30 |                        |
| Tijuana   | 3 - 1 | Toluca      | Caliente                     | 4 de abril | 20:30 | Azteca 7               |
| América   | 1 - 2 | Cruz Azul   | Azteca                       | 5 de abril | 16:00 | Canal de las Estrellas |
| Monterrey | 2 - 2 | Santos      | Tecnológico                  | 5 de abril | 19:00 |                        |
| Pachuca   | 1 - 3 | Guadalajara | Hidalgo                      | 5 de abril | 19:00 | Azteca 13              |
| León      | 1 - 1 | Querétaro   | León                         | 5 de abril | 19:06 | Fox Sports             |
| Atlas     | 0 - 0 | Puebla      | 3 de Marzo                   | 5 de abril | 21:00 | Gala TV                |
| UNAM      | 2 - 1 | Chiapas     | Olímpico Universitario       | 6 de abril | 12:00 | TDN                    |
| Atlante   | 0 - 2 | Tigres      | Olímpico Andrés Quintana Roo | 6 de abril | 16:00 |                        |

| Querétaro   | 1 - 0 | Atlas     | Corregidora          | 11 de abril | 19:30 | Azteca 7               |
| Cruz Azul   | 2 - 2 | Pachuca   | Azul                 | 12 de abril | 17:00 |                        |
| Veracruz    | 1 - 1 | UNAM      | Luis "Pirata" Fuente | 12 de abril | 17:00 | Gala TV                |
| Tigres      | 1 - 1 | Tijuana   | Universitario        | 12 de abril | 19:00 | Gala TV                |
| Chiapas     | 1 - 1 | Monterrey | Víctor Manuel Reyna  | 12 de abril | 21:00 | Gala TV                |
| Puebla      | 0 - 1 | América   | Cuauhtémoc           | 13 de abril | 12:00 | Azteca 13              |
| Toluca      | 2 - 1 | León      | Nemesio Díez         | 13 de abril | 12:00 | Canal de las Estrellas |
| Guadalajara | 1 - 1 | Morelia   | Omnilife             | 13 de abril | 17:00 | Canal de las Estrellas |
| Santos      | 4 - 3 | Atlante   | Corona               | 13 de abril | 19:00 |                        |

| Morelia   | 5 - 1 | Cruz Azul   | Morelos                      | 18 de abril | 19:30 | Azteca 7               |
| América   | 0 - 0 | Querétaro   | Azteca                       | 19 de abril | 17:00 | TDN                    |
| Monterrey | 4 - 1 | Veracruz    | Tecnológico                  | 19 de abril | 19:00 | Gala TV                |
| Pachuca   | 1 - 2 | Puebla      | Hidalgo                      | 19 de abril | 19:00 |                        |
| Santos    | 2 - 3 | Chiapas     | Corona                       | 19 de abril | 19:00 | Azteca 13              |
| León      | 3 - 0 | Tigres      | León                         | 19 de abril | 19:06 | Fox Sports             |
| Atlas     | 1 - 0 | Toluca      | Jalisco                      | 19 de abril | 21:00 | Gala TV                |
| UNAM      | 1 - 0 | Guadalajara | Olímpico Universitario       | 20 de abril | 12:00 | Canal de las Estrellas |
| Atlante   | 1 - 2 | Tijuana     | Olímpico Andrés Quintana Roo | 20 de abril | 17:00 |                        |

| Querétaro   | 3 - 4 | Pachuca   | Corregidora          | 25 de abril | 18:30 |                        |
| Tijuana     | 1 - 2 | León      | Caliente             | 25 de abril | 21:30 | Azteca 7               |
| Cruz Azul   | 2 - 1 | UNAM      | Azul                 | 26 de abril | 17:00 | Azteca 13              |
| Veracruz    | 2 - 2 | Santos    | Luis "Pirata" Fuente | 26 de abril | 17:00 | Gala TV                |
| Tigres      | 2 - 1 | Atlas     | Universitario        | 26 de abril | 19:00 | Gala TV                |
| Chiapas     | 5 - 2 | Atlante   | Víctor Manuel Reyna  | 26 de abril | 21:00 | Gala TV                |
| Puebla      | 3 - 1 | Morelia   | Cuauhtémoc           | 27 de abril | 12:00 | Azteca 13              |
| Toluca      | 1 - 1 | América   | Nemesio Díez         | 27 de abril | 12:00 | Canal 5                |
| Guadalajara | 0 - 1 | Monterrey | Omnilife             | 27 de abril | 17:00 | Canal de las Estrellas |

## Tabla general
| Pos. | Equipo      | Pts. | PJ | G  | E | P | GF | GC | Dif. | Clasificación                   |
| ---- | ----------- | ---- | -- | -- | - | - | -- | -- | ---- | ------------------------------- |
| 1    | Cruz Azul   | 36   | 17 | 11 | 3 | 3 | 28 | 19 | +9   | Cuartos de final de la liguilla |
| 2    | Toluca      | 32   | 17 | 10 | 2 | 5 | 25 | 14 | +11  | Cuartos de final de la liguilla |
| 3    | UNAM        | 25   | 17 | 7  | 4 | 6 | 26 | 20 | +6   | Cuartos de final de la liguilla |
| 4    | Santos      | 25   | 17 | 6  | 7 | 4 | 33 | 29 | +4   | Cuartos de final de la liguilla |
| 5    | América     | 25   | 17 | 7  | 4 | 6 | 21 | 17 | +4   | Cuartos de final de la liguilla |
| 6    | Pachuca     | 24   | 17 | 7  | 3 | 7 | 23 | 21 | +2   | Cuartos de final de la liguilla |
| 7    | Tijuana     | 24   | 17 | 7  | 3 | 7 | 22 | 23 | −1   | Cuartos de final de la liguilla |
| 8    | León (C)    | 23   | 17 | 6  | 5 | 6 | 23 | 17 | +6   | Cuartos de final de la liguilla |
| 9    | Chiapas     | 23   | 17 | 6  | 5 | 6 | 23 | 23 | 0    |                                 |
| 10   | Monterrey   | 23   | 17 | 6  | 5 | 6 | 20 | 20 | 0    |                                 |
| 11   | Morelia     | 21   | 17 | 5  | 6 | 6 | 21 | 20 | +1   |                                 |
| 12   | Atlas       | 21   | 17 | 5  | 6 | 6 | 17 | 18 | −1   |                                 |
| 13   | Querétaro   | 21   | 17 | 6  | 3 | 8 | 18 | 22 | −4   |                                 |
| 14   | Tigres      | 21   | 17 | 5  | 6 | 6 | 13 | 17 | −4   |                                 |
| 15   | Guadalajara | 21   | 17 | 5  | 6 | 6 | 13 | 18 | −5   |                                 |
| 16   | Puebla      | 18   | 17 | 4  | 6 | 7 | 14 | 19 | −5   |                                 |
| 17   | Atlante (D) | 18   | 17 | 5  | 3 | 9 | 22 | 34 | −12  | Descenso de categoría           |
| 18   | Veracruz    | 16   | 17 | 3  | 7 | 7 | 14 | 25 | −11  |                                 |

 Fuente: [cita requerida]

## Evolución de la clasificación
| Equipo / Jornada | 01 | 02 | 03 | 04 | 05 | 06 | 07 | 08 | 09 | 10 | 11 | 12 | 13 | 14 | 15 | 16 | 17 |
| ---------------- | -- | -- | -- | -- | -- | -- | -- | -- | -- | -- | -- | -- | -- | -- | -- | -- | -- |
| Cruz Azul        | 13 | 6  | 2  | 1  | 1  | 1  | 1  | 1  | 1  | 1  | 1  | 1  | 1  | 1  | 1  | 1  | 1  |
| Toluca           | 3  | 3  | 1  | 2  | 3  | 2  | 2  | 2  | 2  | 2  | 2  | 2  | 2  | 2  | 2  | 2  | 2  |
| UNAM             | 5  | 14 | 16 | 14 | 4  | 4  | 5  | 3  | 3  | 4  | 3  | 4  | 6  | 3  | 5  | 3  | 3  |
| Santos           | 8  | 11 | 14 | 16 | 9  | 9  | 6  | 9  | 12 | 9  | 5  | 6  | 3  | 4  | 3  | 4  | 4  |
| América          | 1  | 8  | 3  | 3  | 2  | 3  | 3  | 5  | 4  | 5  | 6  | 7  | 4  | 5  | 4  | 5  | 5  |
| Pachuca          | 17 | 16 | 11 | 4  | 5  | 5  | 7  | 4  | 6  | 3  | 4  | 3  | 5  | 6  | 6  | 8  | 6  |
| Tijuana          | 11 | 7  | 12 | 5  | 8  | 7  | 9  | 11 | 10 | 8  | 12 | 9  | 9  | 7  | 7  | 6  | 7  |
| León             | 7  | 2  | 9  | 12 | 14 | 14 | 11 | 7  | 5  | 7  | 10 | 11 | 11 | 11 | 14 | 12 | 8  |
| Chiapas          | 9  | 15 | 15 | 13 | 6  | 10 | 12 | 8  | 9  | 12 | 13 | 14 | 13 | 15 | 15 | 14 | 9  |
| Monterrey        | 14 | 10 | 5  | 9  | 11 | 13 | 15 | 13 | 16 | 17 | 17 | 16 | 15 | 16 | 16 | 13 | 10 |
| Morelia          | 16 | 13 | 8  | 11 | 13 | 11 | 10 | 12 | 15 | 11 | 8  | 10 | 12 | 12 | 11 | 7  | 11 |
| Atlas            | 15 | 17 | 17 | 17 | 17 | 15 | 16 | 17 | 14 | 14 | 14 | 12 | 8  | 9  | 10 | 9  | 12 |
| Querétaro        | 2  | 1  | 4  | 6  | 7  | 6  | 8  | 10 | 13 | 16 | 16 | 15 | 14 | 14 | 9  | 10 | 13 |
| Tigres           | 18 | 18 | 18 | 18 | 18 | 18 | 18 | 16 | 17 | 13 | 11 | 13 | 16 | 13 | 12 | 15 | 14 |
| Guadalajara      | 6  | 5  | 7  | 7  | 12 | 8  | 4  | 6  | 7  | 10 | 7  | 8  | 10 | 8  | 8  | 11 | 15 |
| Puebla           | 4  | 9  | 13 | 15 | 10 | 12 | 14 | 15 | 11 | 15 | 15 | 17 | 18 | 18 | 18 | 17 | 16 |
| Atlante          | 12 | 12 | 10 | 8  | 15 | 16 | 13 | 14 | 8  | 6  | 9  | 5  | 7  | 10 | 13 | 16 | 17 |
| Veracruz         | 10 | 4  | 6  | 10 | 16 | 17 | 17 | 18 | 18 | 18 | 18 | 18 | 17 | 17 | 17 | 18 | 18 |

## Tabla de cocientes
| Posición | Equipo      | A11 | C12 | A12 | C13 | A13 | C14 | Puntos | Juegos | Cociente |
| -------- | ----------- | --- | --- | --- | --- | --- | --- | ------ | ------ | -------- |
| 1        | Cruz Azul   | 29  | 25  | 26  | 29  | 29  | 36  | 174    | 102    | 1.7058   |
| 2        | Santos      | 27  | 36  | 23  | 29  | 33  | 25  | 173    | 102    | 1.6960   |
| 3        | América     | 15  | 32  | 31  | 32  | 37  | 25  | 172    | 102    | 1.6862   |
| 4        | Morelia     | 26  | 31  | 27  | 30  | 27  | 21  | 162    | 102    | 1.5882   |
| 5        | Tigres      | 28  | 31  | 21  | 35  | 25  | 21  | 161    | 102    | 1.5784   |
| 6        | Toluca      | 20  | 22  | 34  | 18  | 27  | 32  | 153    | 102    | 1.5000   |
| 7        | León        |     |     | 33  | 16  | 30  | 23  | 102    | 68     | 1.5000   |
| 8        | Tijuana     | 18  | 28  | 34  | 21  | 21  | 24  | 146    | 102    | 1.4313   |
| 9        | Monterrey   | 24  | 32  | 23  | 23  | 20  | 23  | 145    | 102    | 1.4215   |
| 10       | Querétaro   | 26  | 27  | 22  | 17  | 26  | 21  | 139    | 102    | 1.3627   |
| 11       | Pachuca     | 26  | 28  | 21  | 20  | 17  | 24  | 136    | 102    | 1.3333   |
| 12       | UNAM        | 25  | 16  | 23  | 29  | 11  | 25  | 129    | 102    | 1.2647   |
| 13       | Guadalajara | 30  | 15  | 23  | 16  | 12  | 21  | 117    | 102    | 1.1470   |
| 14       | Chiapas     | 24  | 12  | 15  | 16  | 25  | 23  | 115    | 102    | 1.1274   |
| 15       | Puebla      | 22  | 19  | 13  | 19  | 19  | 18  | 110    | 102    | 1.0784   |
| 16       | Atlas       | 12  | 20  | 12  | 32  | 12  | 21  | 109    | 102    | 1.0686   |
| 17       | Veracruz    |     |     |     |     | 20  | 16  | 36     | 34     | 1.0588   |
| 18       | Atlante     | 19  | 16  | 20  | 13  | 12  | 18  | 98     | 102    | 0.9607   |

     Descendido al Ascenso MX.

## Estadísticas

### Máximos goleadores
Lista con los máximos goleadores de la Liga Bancomer MX, Datos según la página oficial de la competición.
| Pos. | Jugador                | Equipo    | Goles | Goles Penal | Frecuencia |
| ---- | ---------------------- | --------- | ----- | ----------- | ---------- |
| 1.º  | Enner Valencia         | Pachuca   | 12    | 0           | 118.58     |
| 2.º  | Martín Bravo           | UNAM      | 9     | 2           | 101.11     |
| 3.º  | Oribe Peralta          | S. Laguna | 8     | 1           | 179.50     |
| 3.º  | Michael Arroyo         | Atlante   | 8     | 2           | 177.00     |
| 5.º  | Marco Fabián           | Cruz Azul | 7     | 0           | 158.14     |
| 5.º  | Pablo Velázquez        | Toluca    | 7     | 1           | 157.14     |
| 5.º  | Cristian Pellerano     | Tijuana   | 7     | 1           | 163.57     |
| 8.º  | Darío Benedetto        | Tijuana   | 6     | 0           | 143.33     |
| 8.º  | Ricardo Jesus          | Querétaro | 6     | 0           | 148.83     |
| 8.º  | Mauro Formica          | Cruz Azul | 6     | 0           | 171.17     |
| 8.º  | Carlos Darwin Quintero | S. Laguna | 6     | 0           | 240.50     |

### Hat-Tricks o más
| Fecha      | Jugador                | Goles                | Local         | Resultado | Visitante |
| ---------- | ---------------------- | -------------------- | ------------- | --------- | --------- |
| 09-03-2014 | Michael Arroyo         | 6' · 61' · 78' · 81' | Atlante       | 4-2       | Querétaro |
| 13-04-2014 | Carlos Darwin Quintero | 18' · 32' · 88'      | Santos Laguna | 4-3       | Atlante   |

### Máximos asistentes
Lista con los máximos asistentes de la Liga Bancomer MX, * Datos según la página oficial de la competición. (Fuente complementaria: ESPN)
| Pos. | Jugador                | Equipo    | [ 3 ] | Minutos |
| ---- | ---------------------- | --------- | ----- | ------- |
| 1.º  | Carlos Darwin Quintero | S. Laguna | 8     | 1443    |
| 2.º  | Rubens Sambueza        | América   | 7     | 1193    |
| 3.º  | Edgar Benítez          | Toluca    | 5     | 1013    |
| 3.º  | Fidel Martínez         | Tijuana   | 5     | 1175    |
| 3.º  | Carlos Sánchez         | Puebla    | 5     | 1430    |
| 3.º  | Oribe Peralta          | S. Laguna | 5     | 1436    |
| 7.º  | Richard Ruiz           | Tijuana   | 4     | 768     |
| 7.º  | José Ortigoza          | Atlas     | 4     | 812     |
| 7.º  | Luis Montes            | León      | 4     | 888     |
| 7.º  | Dieter Villalpando     | Pachuca   | 4     | 1099    |
| 7.º  | Mariano Pavone         | Cruz Azul | 4     | 1177    |
| 7.º  | Diego de la Torre      | Querétaro | 4     | 1293    |

### Porteros menos goleados
| Pos. | Jugador                | Equipo      | Minutos | Goles | Promedio |
| ---- | ---------------------- | ----------- | ------- | ----- | -------- |
| 1.º  | José de Jesús Corona   | Cruz Azul   | 1260    | 11    | 0.79     |
| 2°   | Alfredo Talavera       | Toluca      | 1350    | 12    | 0.80     |
| 3.º  | Sergio García          | Tigres      | 1260    | 12    | 0.86     |
| 4.º  | Moisés Muñoz           | América     | 1530    | 17    | 1.00     |
| 5.º  | Federico Vilar         | Atlas       | 1530    | 18    | 1.06     |
| 5.º  | José Antonio Rodríguez | Guadalajara | 1530    | 18    | 1.06     |
| 7.º  | William Yarbrough      | León        | 1170    | 14    | 1.08     |
| 8.º  | Édgar Hernández        | Querétaro   | 1321    | 16    | 1.09     |
| 9.º  | Jorge Villalpando      | Puebla      | 1530    | 19    | 1.12     |
| 10.º | Carlos Rodríguez       | Monarcas    | 1530    | 20    | 1.18     |
| 10.º | Alejandro Palacios     | Pumas       | 1530    | 20    | 1.18     |
| 12.º | Jonathan Orozco        | Monterrey   | 1485    | 20    | 1.21     |

- Actualizado el 28 de abril de 2014[5]

### Mejor Portero
| Pos. | Jugador                 | Equipo                 | Minutos | Goles | PromGol | Atajadas | PromAtaj | Cociente | %TGD  |
| ---- | ----------------------- | ---------------------- | ------- | ----- | ------- | -------- | -------- | -------- | ----- |
| 1.º  | Oswaldo Sánchez         | Santos                 | 1426    | 24    | 1.51    | 207      | 13.06    | 11.550   | 89.61 |
| 2.º  | Sergio García           | Tigres                 | 1260    | 12    | 0.86    | 168      | 12.00    | 11.143   | 93.33 |
| 3.º  | Alfredo Talavera        | Toluca                 | 1350    | 12    | 0.80    | 176      | 11.73    | 10.993   | 93.62 |
| 4.º  | Jose de Jesus Corona    | Cruz Azul              | 1260    | 11    | 0.79    | 164      | 11.71    | 10.929   | 93.71 |
| 5.º  | Eder Patiño             | Atlante                | 1080    | 22    | 1.83    | 150      | 12.50    | 10.667   | 87.21 |
| 6.º  | Federico Vilar          | Atlas                  | 1530    | 18    | 1.06    | 188      | 11.06    | 10.000   | 91.26 |
| 7.º  | Oscar Pérez             | Pachuca                | 1530    | 21    | 1.24    | 182      | 10.71    | 9.471    | 89.66 |
| 8.º  | Cirilo Saucedo          | Tijuana                | 1350    | 20    | 1.33    | 158      | 10.53    | 9.200    | 88.76 |
| 9.º  | Alejandro Palacios      | Archivo:Pumas.svg UNAM | 1530    | 20    | 1.18    | 174      | 10.24    | 9.059    | 89.69 |
| 10.º | Jonathan Orozco         | Monterrey              | 1485    | 20    | 1.21    | 168      | 10.18    | 8.970    | 89.36 |
| 11.º | Carlos Rodríguez        | Monarcas               | 1530    | 20    | 1.18    | 167      | 9.82     | 8.647    | 89.30 |
| 11.º | José Antonio Rodríguez  | Guadalajara            | 1530    | 18    | 1.06    | 165      | 9.71     | 8. 647   | 90.16 |
| 12.º | Alfredo Frausto         | Chiapas                | 1170    | 16    | 1.23    | 123      | 9.46     | 8. 231   | 88.49 |
| 13.º | Edgar Melitón Hernández | Veracruz               | 1530    | 25    | 1.47    | 163      | 9.59     | 8. 118   | 86.70 |
| 14.º | Jorge Villalpando       | Puebla                 | 1530    | 19    | 1.12    | 156      | 9.18     | 8. 059   | 89.14 |
| 15.º | Édgar Hernández         | Querétaro              | 1321    | 16    | 1.09    | 44       | 3.00     | 1. 908   | 86.70 |
| 16.º | Moisés Muñoz            | América                | 1530    | 17    | 1.00    | 32       | 1.88     | 0. 882   | 89.59 |
| 17.º | William Yarbrough       | León                   | 1170    | 14    | 1.08    | 21       | 1.62     | 0. 538   | 89.59 |

- Actualizado el 28 de abril de 2014 datos obtenidos de "televisa deportes"[5][6]-Solo se toma en cuenta a porteros con una tercera parte de la temporada jugada-

### Clasificación Juego Limpio
| Lugar                                | Club                                 | Tarjeta amarilla | Segunda tarjeta amarilla y expulsión · Segunda tarjeta amarilla y expulsión | Tarjeta roja directa | Puntos   |
| ------------------------------------ | ------------------------------------ | ---------------- | --------------------------------------------------------------------------- | -------------------- | -------- |
| 1                                    | Guadalajara                          | 30               | 1                                                                           | 0                    | 33       |
| 2                                    | Querétaro                            | 28               | 1                                                                           | 2                    | 37       |
| 3                                    | Cruz Azul                            | 35               | 1                                                                           | 0                    | 38       |
| 4                                    | Atlante                              | 34               | 1                                                                           | 1                    | 40       |
| 5                                    | León                                 | 33               | 2                                                                           | 1                    | 42       |
| 6                                    | Toluca                               | 33               | 1                                                                           | 2                    | 42       |
| 7                                    | UNAM                                 | 36               | 2                                                                           | 0                    | 42       |
| 8                                    | Pachuca                              | 38               | 1                                                                           | 1                    | 44       |
| 9                                    | Chiapas                              | 39               | 1                                                                           | 2                    | 48       |
| 10                                   | Atlas                                | 46               | 1                                                                           | 0                    | 49       |
| 11                                   | Monterrey                            | 40               | 2                                                                           | 2                    | 52       |
| 12                                   | Morelia                              | 47               | 1                                                                           | 1                    | 53       |
| 13                                   | Tijuana                              | 47               | 3                                                                           | 0                    | 56       |
| 14                                   | Santos                               | 45               | 3                                                                           | 1                    | 57       |
| 15                                   | Tigres                               | 45               | 1                                                                           | 4                    | 60       |
| 16                                   | América                              | 47               | 3                                                                           | 2                    | 62       |
| 17                                   | Puebla                               | 51               | 1                                                                           | 3                    | 63       |
| 18                                   | Veracruz                             | 53               | 4                                                                           | 2                    | 71       |
| Primera Tarjeta Amarilla             | Primera Tarjeta Amarilla             | 1 punto          | 1 punto                                                                     | 1 punto              | 1 punto  |
| Segunda Tarjeta Amarilla y Expulsión | Segunda Tarjeta Amarilla y Expulsión | 3 puntos         | 3 puntos                                                                    | 3 puntos             | 3 puntos |
| Tarjeta Roja Directa                 | Tarjeta Roja Directa                 | 3 puntos         | 3 puntos                                                                    | 3 puntos             | 3 puntos |

## Liguilla
|  | Cuartos de final                                                     | Cuartos de final                                                     | Cuartos de final                                                     | Cuartos de final                                                     | Cuartos de final                                                     |   |   | Semifinales                                                  | Semifinales                                                  | Semifinales                                                  | Semifinales                                                  | Semifinales                                                  |  |   | Final                                                | Final                                                | Final                                                | Final                                                | Final                                                |  |
|  | 30 de abril y 1 de mayo de 2014 (ida) 3 y 4 de mayo de 2014 (vuelta) | 30 de abril y 1 de mayo de 2014 (ida) 3 y 4 de mayo de 2014 (vuelta) | 30 de abril y 1 de mayo de 2014 (ida) 3 y 4 de mayo de 2014 (vuelta) | 30 de abril y 1 de mayo de 2014 (ida) 3 y 4 de mayo de 2014 (vuelta) | 30 de abril y 1 de mayo de 2014 (ida) 3 y 4 de mayo de 2014 (vuelta) |   |   | 7 y 8 de mayo de 2014 (ida) 10 y 11 de mayo de 2014 (vuelta) | 7 y 8 de mayo de 2014 (ida) 10 y 11 de mayo de 2014 (vuelta) | 7 y 8 de mayo de 2014 (ida) 10 y 11 de mayo de 2014 (vuelta) | 7 y 8 de mayo de 2014 (ida) 10 y 11 de mayo de 2014 (vuelta) | 7 y 8 de mayo de 2014 (ida) 10 y 11 de mayo de 2014 (vuelta) |  |   | 15 de mayo de 2014 (ida) 18 de mayo de 2014 (vuelta) | 15 de mayo de 2014 (ida) 18 de mayo de 2014 (vuelta) | 15 de mayo de 2014 (ida) 18 de mayo de 2014 (vuelta) | 15 de mayo de 2014 (ida) 18 de mayo de 2014 (vuelta) | 15 de mayo de 2014 (ida) 18 de mayo de 2014 (vuelta) |  |
|  |                                                                      |                                                                      |                                                                      |                                                                      |                                                                      |   |   |                                                              |                                                              |                                                              |                                                              |                                                              |  |   |                                                      |                                                      |                                                      |                                                      |                                                      |  |
|  |                                                                      |                                                                      |                                                                      |                                                                      |                                                                      |   |   |                                                              |                                                              |                                                              |                                                              |                                                              |  |   |                                                      |                                                      |                                                      |                                                      |                                                      |  |
|  | 4                                                                    | Santos (v.)                                                          | 3                                                                    | 3                                                                    | 6                                                                    |   |   |                                                              |                                                              |                                                              |                                                              |                                                              |  |   |                                                      |                                                      |                                                      |                                                      |                                                      |  |
|  | 4                                                                    | Santos (v.)                                                          | 3                                                                    | 3                                                                    | 6                                                                    |   |   |                                                              |                                                              |                                                              |                                                              |                                                              |  |   |                                                      |                                                      |                                                      |                                                      |                                                      |  |
|  | 5                                                                    | América                                                              | 5                                                                    | 1                                                                    | 6                                                                    |   |   |                                                              |                                                              |                                                              |                                                              |                                                              |  |   |                                                      |                                                      |                                                      |                                                      |                                                      |  |
|  | 5                                                                    | América                                                              | 5                                                                    | 1                                                                    | 6                                                                    |   | 4 | Santos                                                       | 0                                                            | 4                                                            | 4                                                            |                                                              |  |   |                                                      |                                                      |                                                      |                                                      |                                                      |  |
|  |                                                                      |                                                                      |                                                                      |                                                                      |                                                                      |   | 4 | Santos                                                       | 0                                                            | 4                                                            | 4                                                            |                                                              |  |   |                                                      |                                                      |                                                      |                                                      |                                                      |  |
|  |                                                                      |                                                                      | 6                                                                    | Pachuca (v.)                                                         | 2                                                                    | 2 | 4 |                                                              |                                                              |                                                              |                                                              |                                                              |  |   |                                                      |                                                      |                                                      |                                                      |                                                      |  |
|  | 3                                                                    | UNAM                                                                 | 6                                                                    | Pachuca (v.)                                                         | 2                                                                    | 2 | 4 | 1                                                            | 2                                                            | 3                                                            |                                                              |                                                              |  |   |                                                      |                                                      |                                                      |                                                      |                                                      |  |
|  | 3                                                                    | UNAM                                                                 |                                                                      |                                                                      |                                                                      |   |   |                                                              |                                                              | 3                                                            |                                                              |                                                              |  |   |                                                      |                                                      |                                                      |                                                      |                                                      |  |
|  | 6                                                                    | Pachuca                                                              | 1                                                                    | 4                                                                    | 5                                                                    |   |   |                                                              |                                                              |                                                              |                                                              |                                                              |  |   |                                                      |                                                      |                                                      |                                                      |                                                      |  |
|  | 6                                                                    | Pachuca                                                              | 1                                                                    | 4                                                                    | 5                                                                    |   |   |                                                              |                                                              |                                                              |                                                              |                                                              |  | 6 | Pachuca                                              | 3                                                    | 0                                                    | 3                                                    |                                                      |  |
|  |                                                                      |                                                                      |                                                                      |                                                                      |                                                                      |   |   |                                                              |                                                              |                                                              |                                                              |                                                              |  | 6 | Pachuca                                              | 3                                                    | 0                                                    | 3                                                    |                                                      |  |
|  |                                                                      |                                                                      | 8                                                                    | León (t. s.)                                                         | 2                                                                    | 2 | 4 |                                                              |                                                              |                                                              |                                                              |                                                              |  |   |                                                      |                                                      |                                                      |                                                      |                                                      |  |
|  | 2                                                                    | Toluca                                                               | 8                                                                    | León (t. s.)                                                         | 2                                                                    | 2 | 4 | 0                                                            | 3                                                            | 3                                                            |                                                              |                                                              |  |   |                                                      |                                                      |                                                      |                                                      |                                                      |  |
|  | 2                                                                    | Toluca                                                               |                                                                      |                                                                      |                                                                      |   |   |                                                              |                                                              | 3                                                            |                                                              |                                                              |  |   |                                                      |                                                      |                                                      |                                                      |                                                      |  |
|  | 7                                                                    | Tijuana                                                              | 0                                                                    | 1                                                                    | 1                                                                    |   |   |                                                              |                                                              |                                                              |                                                              |                                                              |  |   |                                                      |                                                      |                                                      |                                                      |                                                      |  |
|  | 7                                                                    | Tijuana                                                              | 0                                                                    | 1                                                                    | 1                                                                    |   | 2 | Toluca                                                       | 0                                                            | 0                                                            | 0                                                            |                                                              |  |   |                                                      |                                                      |                                                      |                                                      |                                                      |  |
|  |                                                                      |                                                                      |                                                                      |                                                                      |                                                                      |   | 2 | Toluca                                                       | 0                                                            | 0                                                            | 0                                                            |                                                              |  |   |                                                      |                                                      |                                                      |                                                      |                                                      |  |
|  |                                                                      |                                                                      | 8                                                                    | León                                                                 | 1                                                                    | 1 | 2 |                                                              |                                                              |                                                              |                                                              |                                                              |  |   |                                                      |                                                      |                                                      |                                                      |                                                      |  |
|  | 1                                                                    | Cruz Azul                                                            | 8                                                                    | León                                                                 | 1                                                                    | 1 | 2 | 1                                                            | 2                                                            | 3                                                            |                                                              |                                                              |  |   |                                                      |                                                      |                                                      |                                                      |                                                      |  |
|  | 1                                                                    | Cruz Azul                                                            |                                                                      |                                                                      |                                                                      |   |   |                                                              |                                                              | 3                                                            |                                                              |                                                              |  |   |                                                      |                                                      |                                                      |                                                      |                                                      |  |
|  | 8                                                                    | León (v.)                                                            | 1                                                                    | 2                                                                    | 3                                                                    |   |   |                                                              |                                                              |                                                              |                                                              |                                                              |  |   |                                                      |                                                      |                                                      |                                                      |                                                      |  |
|  | 8                                                                    | León (v.)                                                            | 1                                                                    | 2                                                                    | 3                                                                    |   |   |                                                              |                                                              |                                                              |                                                              |                                                              |  |   |                                                      |                                                      |                                                      |                                                      |                                                      |  |
|  |                                                                      |                                                                      |                                                                      |                                                                      |                                                                      |   |   |                                                              |                                                              |                                                              |                                                              |                                                              |  |   |                                                      |                                                      |                                                      |                                                      |                                                      |  |

- Los finalistas de este Torneo, junto con los del Apertura 2013, participarán en la Concacaf Liga Campeones 2014-15.

## Cuartos de final

### Cruz Azul-León
| 30 de abril de 2014, 22:00 | León         | 1:1 (1:1) | Cruz Azul | Estadio León, León             |                                |
|                            | Cárdenas 20' | Reporte   | Pavone 3' | Árbitro(s): César Arturo Ramos | Árbitro(s): César Arturo Ramos |

| 3 de mayo de 2014, 19:00                                        | Cruz Azul                | 2:2 (2:1) | León                     | Estadio Azul, México, D. F.           |                                       |
|                                                                 | Pavone 11' · Formica 20' | Reporte   | Boselli 40' · Montes 58' | Árbitro(s): Fernando Guerrero Ramírez | Árbitro(s): Fernando Guerrero Ramírez |
| León avanzó a Semifinales por criterio del gol de visitante 3-3 |                          |           |                          |                                       |                                       |

### Toluca-Tijuana
| 1 de mayo de 2014, 22:00 | Tijuana | 0:0     | Toluca | Estadio Caliente, Tijuana          |                                    |
|                          |         | Reporte |        | Árbitro(s): Luis Enrique Santander | Árbitro(s): Luis Enrique Santander |

| 4 de mayo de 2014, 12:00                               | Toluca                                | 3:1 (1:0) | Tijuana       | Estadio Nemesio Díez, Toluca |                              |
|                                                        | Ríos 31' · Ponce 58' · E. Benítez 88' | Reporte   | Benedetto 49' | Árbitro(s): Francisco Chacón | Árbitro(s): Francisco Chacón |
| Toluca avanzó a Semifinales Por Marcador Global de 3-1 |                                       |           |               |                              |                              |

### UNAM-Pachuca
| 1 de mayo de 2014, 20:00 | Pachuca     | 1:1 (0:0) | UNAM         | Estadio Hidalgo, Pachuca           |                                    |
|                          | Carreño 71' | Reporte   | Cortés 90+3' | Árbitro(s): Jesús Fabricio Morales | Árbitro(s): Jesús Fabricio Morales |

| 4 de mayo de 2014, 17:00         | UNAM                         | 2:4 (2:2) | Pachuca                                 | Estadio Olímpico Universitario, México, D. F. |                                     |
|                                  | Velarde 16' · Van Rankin 32' | Reporte   | Valencia 11' 24' 47' · H. Rodríguez 55' | Árbitro(s): Marco Antonio Rodríguez           | Árbitro(s): Marco Antonio Rodríguez |
| Pachuca avanzó a Semifinales 3-5 |                              |           |                                         |                                               |                                     |

### Santos-América
| 30 de abril de 2014, 20:00 | América                                                | 5:3 (1:1) | Santos                                  | Estadio Azteca, Ciudad de México |                               |
|                            | O. Martínez 12' · Jiménez 59' 80' 86' · Sambueza 90+2' | Reporte   | Salinas 25' · Quintero 48' · Ribair 53' | Árbitro(s): Jorge Isaac Rojas    | Árbitro(s): Jorge Isaac Rojas |

| 3 de mayo de 2014, 21:00                                          | Santos                                            | 3:1 (1:0) | América      | Estadio Corona, Torreón           |                                   |
|                                                                   | Valenzuela 28' (a.g.) · Ribair 83' · Rentería 87' | Reporte   | Sambueza 90' | Árbitro(s): Roberto García Orozco | Árbitro(s): Roberto García Orozco |
| Santos avanzó a Semifinales por criterio del gol de visitante 6-6 |                                                   |           |              |                                   |                                   |

## Semifinales

### Toluca-León
| 8 de mayo de 2014, 20:00 | León       | 1:0 (1:0) | Toluca | Estadio León, León                 |                                    |
|                          | Montes 24' | Reporte   |        | Árbitro(s): César Ramos Palazuelos | Árbitro(s): César Ramos Palazuelos |

| 11 de mayo de 2014, 12:00   | Toluca | 0:1 (0:0) | León     | Estadio Nemesio Díez, Toluca      |                                   |
|                             |        | Reporte   | Peña 50' | Árbitro(s): Roberto García Orozco | Árbitro(s): Roberto García Orozco |
| León avanzó a la Final 2-0. |        |           |          |                                   |                                   |

### Santos-Pachuca
| 7 de mayo de 2014, 20:30 | Pachuca                        | 2:0 (1:0) | Santos | Estadio Hidalgo, Pachuca     |                              |
|                          | de Buen 43' · H. Rodríguez 63' | Reporte   |        | Árbitro(s): Francisco Chacón | Árbitro(s): Francisco Chacón |

| 10 de mayo de 2014, 19:00                                        | Santos                                                    | 4:2 (1:2) | Pachuca                          | Estadio Corona, Torreón             |                                     |
|                                                                  | Figueroa 11' 90+3' · J. Rodríguez 67' (pen.) · Orozco 77' | Reporte   | Valencia 27' · Villalpando 45+3' | Árbitro(s): Marco Antonio Rodríguez | Árbitro(s): Marco Antonio Rodríguez |
| Pachuca avanzó a la Final por criterio del gol de visitante 4-4. |                                                           |           |                                  |                                     |                                     |

## Final

### Pachuca-León

#### Final - Ida
| 25    | POR   | William Yarbrough   |     |
| 19    | DEF   | Jonny Magallón      | 66' |
| 4     | DEF   | Rafael Márquez      |     |
| 35    | DEF   | Ignacio González    |     |
| 7     | DEF   | Edwin Hernández     |     |
| 6     | MED   | José María Cardenas |     |
| 27    | MED   | Carlos Peña         | 82' |
| 23    | MED   | José Juan Vázquez   |     |
| 10    | MED   | Luis Montes         | 66' |
| 17    | DEL   | Mauro Boselli       |     |
| 20    | DEL   | Eisner Loboa        |     |
| D. T. | D. T. | Gustavo Matosas     |     |

| 21    | POR   | Oscar Pérez            |     |
| 27    | DEF   | Hugo Isaác Rodríguez   |     |
| 5     | DEF   | Daniel Arreola         |     |
| 24    | DEF   | Miguel Herrera Equihua |     |
| 16    | DEF   | Jorge Hernández        |     |
| 22    | MED   | Rodolfo Pizarro        |     |
| 23    | MED   | Dieter Villalpando     |     |
| 70    | MED   | Hirving Lozano         | 72' |
| 25    | MED   | Jürgen Damm            |     |
| 19    | DEL   | Abraham Carreño        | 35' |
| 14    | DEL   | Enner Valencia         | 66' |
| D. T. | D. T. | Enrique Meza           |     |

| 8  | Centrocampista | Elías Hernández    | 66' |
| 1  | Delantero      | Miguel Sabah       | 66' |
| 13 | Delantero      | Mauricio Castañeda | 82' |

| 18 | Centrocampista | Erick Gutiérrez | 35' |
| 9  | Delantero      | Enrique Esqueda | 66' |
| 2  | Defensa        | Efraín Cortes   | 72' |

| 34' · 72' | Carlos Peña Miguel Herrera Equihua (Autogol) | 1:0 2:3 |

| 41' · 61' · 69' | Enner Valencia Hirving Lozano | 1:1 1:2 1:3 |

| 49' · 73' · 74' · 88' | Ignacio González Carlos Peña José María Cardenas Rafael Márquez |

| 17' · 49' | Miguel Herrera Enner Valencia |

| Principal  | César Arturo Ramos     |
| Asistentes | Alberto Morin Méndez   |
|            | Jesus Sevilla Palafox  |
| Cuarto     | Luis Enrique Santander |

|                    |      |      |
| Tiros              | 18   | 13   |
| Tiros a puerta     | 8    | 8    |
| Faltas             | 17   | 14   |
| Saques de esquina  | 10   | 8    |
| Penaltis           | 0    | 0    |
| Fueras de juego    | 0    | 3    |
| Posesión del balón | 58 % | 42 % |

| Alineación inicial |

| 25    | POR   | William Yarbrough   |     |
| 19    | DEF   | Jonny Magallón      | 66' |
| 4     | DEF   | Rafael Márquez      |     |
| 35    | DEF   | Ignacio González    |     |
| 7     | DEF   | Edwin Hernández     |     |
| 6     | MED   | José María Cardenas |     |
| 27    | MED   | Carlos Peña         | 82' |
| 23    | MED   | José Juan Vázquez   |     |
| 10    | MED   | Luis Montes         | 66' |
| 17    | DEL   | Mauro Boselli       |     |
| 20    | DEL   | Eisner Loboa        |     |
| D. T. | D. T. | Gustavo Matosas     |     |

| 21    | POR   | Oscar Pérez            |     |
| 27    | DEF   | Hugo Isaác Rodríguez   |     |
| 5     | DEF   | Daniel Arreola         |     |
| 24    | DEF   | Miguel Herrera Equihua |     |
| 16    | DEF   | Jorge Hernández        |     |
| 22    | MED   | Rodolfo Pizarro        |     |
| 23    | MED   | Dieter Villalpando     |     |
| 70    | MED   | Hirving Lozano         | 72' |
| 25    | MED   | Jürgen Damm            |     |
| 19    | DEL   | Abraham Carreño        | 35' |
| 14    | DEL   | Enner Valencia         | 66' |
| D. T. | D. T. | Enrique Meza           |     |

| 8  | Centrocampista | Elías Hernández    | 66' |
| 1  | Delantero      | Miguel Sabah       | 66' |
| 13 | Delantero      | Mauricio Castañeda | 82' |

| 18 | Centrocampista | Erick Gutiérrez | 35' |
| 9  | Delantero      | Enrique Esqueda | 66' |
| 2  | Defensa        | Efraín Cortes   | 72' |

| 34' · 72' | Carlos Peña Miguel Herrera Equihua (Autogol) | 1:0 2:3 |

| 41' · 61' · 69' | Enner Valencia Hirving Lozano | 1:1 1:2 1:3 |

| 49' · 73' · 74' · 88' | Ignacio González Carlos Peña José María Cardenas Rafael Márquez |

| 17' · 49' | Miguel Herrera Enner Valencia |

| Principal  | César Arturo Ramos     |
| Asistentes | Alberto Morin Méndez   |
|            | Jesus Sevilla Palafox  |
| Cuarto     | Luis Enrique Santander |

|                    |      |      |
| Tiros              | 18   | 13   |
| Tiros a puerta     | 8    | 8    |
| Faltas             | 17   | 14   |
| Saques de esquina  | 10   | 8    |
| Penaltis           | 0    | 0    |
| Fueras de juego    | 0    | 3    |
| Posesión del balón | 58 % | 42 % |

| Alineación inicial |

| 25    | POR   | William Yarbrough   |     |
| 19    | DEF   | Jonny Magallón      | 66' |
| 4     | DEF   | Rafael Márquez      |     |
| 35    | DEF   | Ignacio González    |     |
| 7     | DEF   | Edwin Hernández     |     |
| 6     | MED   | José María Cardenas |     |
| 27    | MED   | Carlos Peña         | 82' |
| 23    | MED   | José Juan Vázquez   |     |
| 10    | MED   | Luis Montes         | 66' |
| 17    | DEL   | Mauro Boselli       |     |
| 20    | DEL   | Eisner Loboa        |     |
| D. T. | D. T. | Gustavo Matosas     |     |

| 21    | POR   | Oscar Pérez            |     |
| 27    | DEF   | Hugo Isaác Rodríguez   |     |
| 5     | DEF   | Daniel Arreola         |     |
| 24    | DEF   | Miguel Herrera Equihua |     |
| 16    | DEF   | Jorge Hernández        |     |
| 22    | MED   | Rodolfo Pizarro        |     |
| 23    | MED   | Dieter Villalpando     |     |
| 70    | MED   | Hirving Lozano         | 72' |
| 25    | MED   | Jürgen Damm            |     |
| 19    | DEL   | Abraham Carreño        | 35' |
| 14    | DEL   | Enner Valencia         | 66' |
| D. T. | D. T. | Enrique Meza           |     |

| 8  | Centrocampista | Elías Hernández    | 66' |
| 1  | Delantero      | Miguel Sabah       | 66' |
| 13 | Delantero      | Mauricio Castañeda | 82' |

| 18 | Centrocampista | Erick Gutiérrez | 35' |
| 9  | Delantero      | Enrique Esqueda | 66' |
| 2  | Defensa        | Efraín Cortes   | 72' |

| 34' · 72' | Carlos Peña Miguel Herrera Equihua (Autogol) | 1:0 2:3 |

| 41' · 61' · 69' | Enner Valencia Hirving Lozano | 1:1 1:2 1:3 |

| 49' · 73' · 74' · 88' | Ignacio González Carlos Peña José María Cardenas Rafael Márquez |

| 17' · 49' | Miguel Herrera Enner Valencia |

| Principal  | César Arturo Ramos     |
| Asistentes | Alberto Morin Méndez   |
|            | Jesus Sevilla Palafox  |
| Cuarto     | Luis Enrique Santander |

|                    |      |      |
| Tiros              | 18   | 13   |
| Tiros a puerta     | 8    | 8    |
| Faltas             | 17   | 14   |
| Saques de esquina  | 10   | 8    |
| Penaltis           | 0    | 0    |
| Fueras de juego    | 0    | 3    |
| Posesión del balón | 58 % | 42 % |

| Alineación inicial |

| 25    | POR   | William Yarbrough   |     |
| 19    | DEF   | Jonny Magallón      | 66' |
| 4     | DEF   | Rafael Márquez      |     |
| 35    | DEF   | Ignacio González    |     |
| 7     | DEF   | Edwin Hernández     |     |
| 6     | MED   | José María Cardenas |     |
| 27    | MED   | Carlos Peña         | 82' |
| 23    | MED   | José Juan Vázquez   |     |
| 10    | MED   | Luis Montes         | 66' |
| 17    | DEL   | Mauro Boselli       |     |
| 20    | DEL   | Eisner Loboa        |     |
| D. T. | D. T. | Gustavo Matosas     |     |

| 21    | POR   | Oscar Pérez            |     |
| 27    | DEF   | Hugo Isaác Rodríguez   |     |
| 5     | DEF   | Daniel Arreola         |     |
| 24    | DEF   | Miguel Herrera Equihua |     |
| 16    | DEF   | Jorge Hernández        |     |
| 22    | MED   | Rodolfo Pizarro        |     |
| 23    | MED   | Dieter Villalpando     |     |
| 70    | MED   | Hirving Lozano         | 72' |
| 25    | MED   | Jürgen Damm            |     |
| 19    | DEL   | Abraham Carreño        | 35' |
| 14    | DEL   | Enner Valencia         | 66' |
| D. T. | D. T. | Enrique Meza           |     |

| 8  | Centrocampista | Elías Hernández    | 66' |
| 1  | Delantero      | Miguel Sabah       | 66' |
| 13 | Delantero      | Mauricio Castañeda | 82' |

| 18 | Centrocampista | Erick Gutiérrez | 35' |
| 9  | Delantero      | Enrique Esqueda | 66' |
| 2  | Defensa        | Efraín Cortes   | 72' |

| 34' · 72' | Carlos Peña Miguel Herrera Equihua (Autogol) | 1:0 2:3 |

| 41' · 61' · 69' | Enner Valencia Hirving Lozano | 1:1 1:2 1:3 |

| 49' · 73' · 74' · 88' | Ignacio González Carlos Peña José María Cardenas Rafael Márquez |

| 17' · 49' | Miguel Herrera Enner Valencia |

| Principal  | César Arturo Ramos     |
| Asistentes | Alberto Morin Méndez   |
|            | Jesus Sevilla Palafox  |
| Cuarto     | Luis Enrique Santander |

|                    |      |      |
| Tiros              | 18   | 13   |
| Tiros a puerta     | 8    | 8    |
| Faltas             | 17   | 14   |
| Saques de esquina  | 10   | 8    |
| Penaltis           | 0    | 0    |
| Fueras de juego    | 0    | 3    |
| Posesión del balón | 58 % | 42 % |

| Alineación inicial |

#### Final - Vuelta
| 21    | POR   | Oscar Pérez            |     |
| 11    | DEF   | Walter Ayoví           |     |
| 27    | DEF   | Hugo Isaác Rodríguez   |     |
| 24    | DEF   | Miguel Herrera Equihua |     |
| 22    | DEF   | Rodolfo Pizarro        |     |
| 18    | MED   | Erick Gutiérrez        |     |
| 16    | MED   | Jorge Hernández        | 84' |
| 26    | MED   | John Pajoy             | 46' |
| 23    | MED   | Dieter Villalpando     |     |
| 70    | MED   | Hirving Lozano         |     |
| 14    | DEL   | Enner Valencia         |     |
| D. T. | D. T. | Enrique Meza           |     |

| 25    | POR   | William Yarbrough |      |
| 7     | DEF   | Edwin Hernández   |      |
| 35    | DEF   | Ignacio González  |      |
| 4     | DEF   | Rafael Márquez    |      |
| 19    | DEF   | Jonny Magallón    | 6'   |
| 27    | MED   | Carlos Peña       |      |
| 23    | MED   | José Juan Vázquez |      |
| 10    | MED   | Luis Montes       |      |
| 8     | DEL   | Elías Hernández   |      |
| 17    | DEL   | Mauro Boselli     | 110' |
| 11    | DEL   | Franco Arizala    | 8'   |
| D. T. | D. T. | Gustavo Matosas   |      |

| 25 | Centrocampista | Jürgen Damm    | 46' |
| 5  | Defensa        | Daniel Arreola | 84' |

| 20 | Defensa        | Eisner Loboa        | 6'   |
| 13 | Centrocampista | José María Cárdenas | 8'   |
| 1  | Delantero      | Miguel Sabah        | 110' |

| 66' · 111' | Mauro Boselli Ignacio González | 0:1 0:2 |

| 41' · 118' · 120+3' | Rafael Márquez Eisner Loboa Miguel Sabah |

| Principal  | Francisco Chacón Gutiérrez |
| Asistentes | Marvin Torrentera          |
|            | Juan Rangel                |
| Cuarto     | Fernando Guerrero          |

|                    |    |    |
| Tiros              | 25 | 21 |
| Tiros a puerta     | 6  | 11 |
| Faltas             | 7  | 15 |
| Saques de esquina  | 6  | 9  |
| Penaltis           | 0  | 0  |
| Fueras de juego    | 1  | 0  |
| Posesión del balón | %  | %  |

| Alineación inicial |

| 21    | POR   | Oscar Pérez            |     |
| 11    | DEF   | Walter Ayoví           |     |
| 27    | DEF   | Hugo Isaác Rodríguez   |     |
| 24    | DEF   | Miguel Herrera Equihua |     |
| 22    | DEF   | Rodolfo Pizarro        |     |
| 18    | MED   | Erick Gutiérrez        |     |
| 16    | MED   | Jorge Hernández        | 84' |
| 26    | MED   | John Pajoy             | 46' |
| 23    | MED   | Dieter Villalpando     |     |
| 70    | MED   | Hirving Lozano         |     |
| 14    | DEL   | Enner Valencia         |     |
| D. T. | D. T. | Enrique Meza           |     |

| 25    | POR   | William Yarbrough |      |
| 7     | DEF   | Edwin Hernández   |      |
| 35    | DEF   | Ignacio González  |      |
| 4     | DEF   | Rafael Márquez    |      |
| 19    | DEF   | Jonny Magallón    | 6'   |
| 27    | MED   | Carlos Peña       |      |
| 23    | MED   | José Juan Vázquez |      |
| 10    | MED   | Luis Montes       |      |
| 8     | DEL   | Elías Hernández   |      |
| 17    | DEL   | Mauro Boselli     | 110' |
| 11    | DEL   | Franco Arizala    | 8'   |
| D. T. | D. T. | Gustavo Matosas   |      |

| 25 | Centrocampista | Jürgen Damm    | 46' |
| 5  | Defensa        | Daniel Arreola | 84' |

| 20 | Defensa        | Eisner Loboa        | 6'   |
| 13 | Centrocampista | José María Cárdenas | 8'   |
| 1  | Delantero      | Miguel Sabah        | 110' |

| 66' · 111' | Mauro Boselli Ignacio González | 0:1 0:2 |

| 41' · 118' · 120+3' | Rafael Márquez Eisner Loboa Miguel Sabah |

| Principal  | Francisco Chacón Gutiérrez |
| Asistentes | Marvin Torrentera          |
|            | Juan Rangel                |
| Cuarto     | Fernando Guerrero          |

|                    |    |    |
| Tiros              | 25 | 21 |
| Tiros a puerta     | 6  | 11 |
| Faltas             | 7  | 15 |
| Saques de esquina  | 6  | 9  |
| Penaltis           | 0  | 0  |
| Fueras de juego    | 1  | 0  |
| Posesión del balón | %  | %  |

| Alineación inicial |

| 21    | POR   | Oscar Pérez            |     |
| 11    | DEF   | Walter Ayoví           |     |
| 27    | DEF   | Hugo Isaác Rodríguez   |     |
| 24    | DEF   | Miguel Herrera Equihua |     |
| 22    | DEF   | Rodolfo Pizarro        |     |
| 18    | MED   | Erick Gutiérrez        |     |
| 16    | MED   | Jorge Hernández        | 84' |
| 26    | MED   | John Pajoy             | 46' |
| 23    | MED   | Dieter Villalpando     |     |
| 70    | MED   | Hirving Lozano         |     |
| 14    | DEL   | Enner Valencia         |     |
| D. T. | D. T. | Enrique Meza           |     |

| 25    | POR   | William Yarbrough |      |
| 7     | DEF   | Edwin Hernández   |      |
| 35    | DEF   | Ignacio González  |      |
| 4     | DEF   | Rafael Márquez    |      |
| 19    | DEF   | Jonny Magallón    | 6'   |
| 27    | MED   | Carlos Peña       |      |
| 23    | MED   | José Juan Vázquez |      |
| 10    | MED   | Luis Montes       |      |
| 8     | DEL   | Elías Hernández   |      |
| 17    | DEL   | Mauro Boselli     | 110' |
| 11    | DEL   | Franco Arizala    | 8'   |
| D. T. | D. T. | Gustavo Matosas   |      |

| 25 | Centrocampista | Jürgen Damm    | 46' |
| 5  | Defensa        | Daniel Arreola | 84' |

| 20 | Defensa        | Eisner Loboa        | 6'   |
| 13 | Centrocampista | José María Cárdenas | 8'   |
| 1  | Delantero      | Miguel Sabah        | 110' |

| 66' · 111' | Mauro Boselli Ignacio González | 0:1 0:2 |

| 41' · 118' · 120+3' | Rafael Márquez Eisner Loboa Miguel Sabah |

| Principal  | Francisco Chacón Gutiérrez |
| Asistentes | Marvin Torrentera          |
|            | Juan Rangel                |
| Cuarto     | Fernando Guerrero          |

|                    |    |    |
| Tiros              | 25 | 21 |
| Tiros a puerta     | 6  | 11 |
| Faltas             | 7  | 15 |
| Saques de esquina  | 6  | 9  |
| Penaltis           | 0  | 0  |
| Fueras de juego    | 1  | 0  |
| Posesión del balón | %  | %  |

| Alineación inicial |

| 21    | POR   | Oscar Pérez            |     |
| 11    | DEF   | Walter Ayoví           |     |
| 27    | DEF   | Hugo Isaác Rodríguez   |     |
| 24    | DEF   | Miguel Herrera Equihua |     |
| 22    | DEF   | Rodolfo Pizarro        |     |
| 18    | MED   | Erick Gutiérrez        |     |
| 16    | MED   | Jorge Hernández        | 84' |
| 26    | MED   | John Pajoy             | 46' |
| 23    | MED   | Dieter Villalpando     |     |
| 70    | MED   | Hirving Lozano         |     |
| 14    | DEL   | Enner Valencia         |     |
| D. T. | D. T. | Enrique Meza           |     |

| 25    | POR   | William Yarbrough |      |
| 7     | DEF   | Edwin Hernández   |      |
| 35    | DEF   | Ignacio González  |      |
| 4     | DEF   | Rafael Márquez    |      |
| 19    | DEF   | Jonny Magallón    | 6'   |
| 27    | MED   | Carlos Peña       |      |
| 23    | MED   | José Juan Vázquez |      |
| 10    | MED   | Luis Montes       |      |
| 8     | DEL   | Elías Hernández   |      |
| 17    | DEL   | Mauro Boselli     | 110' |
| 11    | DEL   | Franco Arizala    | 8'   |
| D. T. | D. T. | Gustavo Matosas   |      |

| 25 | Centrocampista | Jürgen Damm    | 46' |
| 5  | Defensa        | Daniel Arreola | 84' |

| 20 | Defensa        | Eisner Loboa        | 6'   |
| 13 | Centrocampista | José María Cárdenas | 8'   |
| 1  | Delantero      | Miguel Sabah        | 110' |

| 66' · 111' | Mauro Boselli Ignacio González | 0:1 0:2 |

| 41' · 118' · 120+3' | Rafael Márquez Eisner Loboa Miguel Sabah |

| Principal  | Francisco Chacón Gutiérrez |
| Asistentes | Marvin Torrentera          |
|            | Juan Rangel                |
| Cuarto     | Fernando Guerrero          |

|                    |    |    |
| Tiros              | 25 | 21 |
| Tiros a puerta     | 6  | 11 |
| Faltas             | 7  | 15 |
| Saques de esquina  | 6  | 9  |
| Penaltis           | 0  | 0  |
| Fueras de juego    | 1  | 0  |
| Posesión del balón | %  | %  |

| Alineación inicial |

| Campeón Clausura 2014 |
| --------------------- |
|                       |
| León                  |
| 7.º Título            |